# Descampsacris serrulatum
Descampsacris serrulatum är en insektsart som först beskrevs av Carl Peter Thunberg 1824.  Descampsacris serrulatum ingår i släktet Descampsacris och familjen Ommexechidae. Inga underarter finns listade i Catalogue of Life.